# Mayria

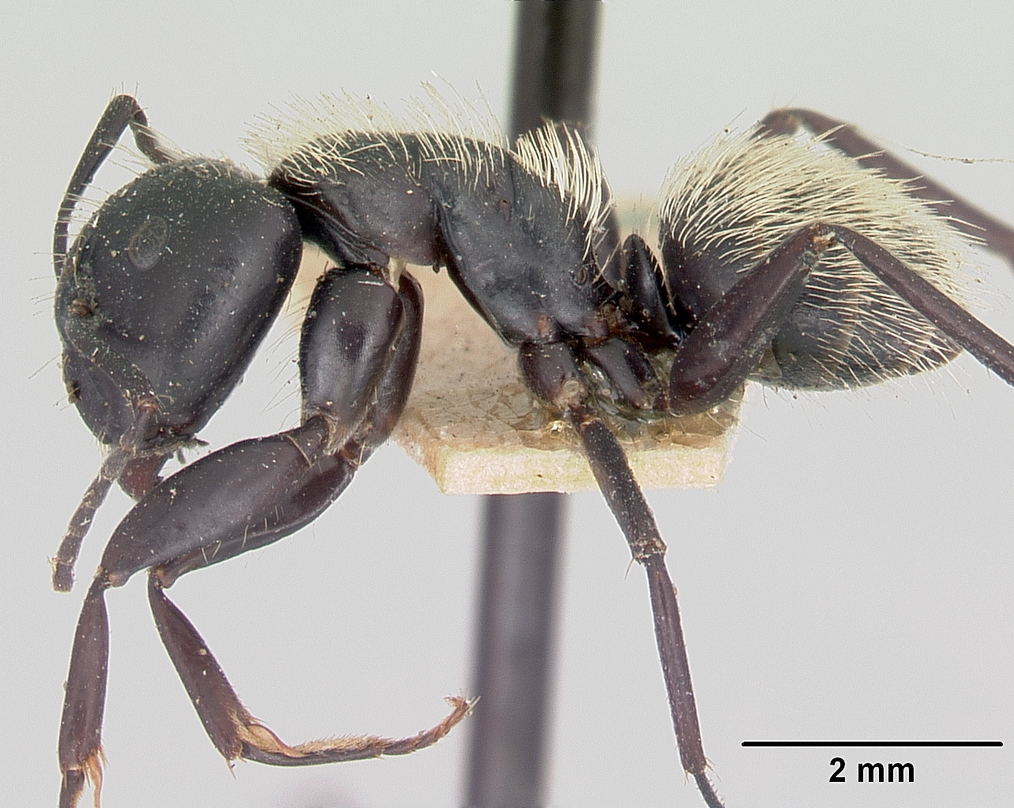
Муравей Camponotus radovae

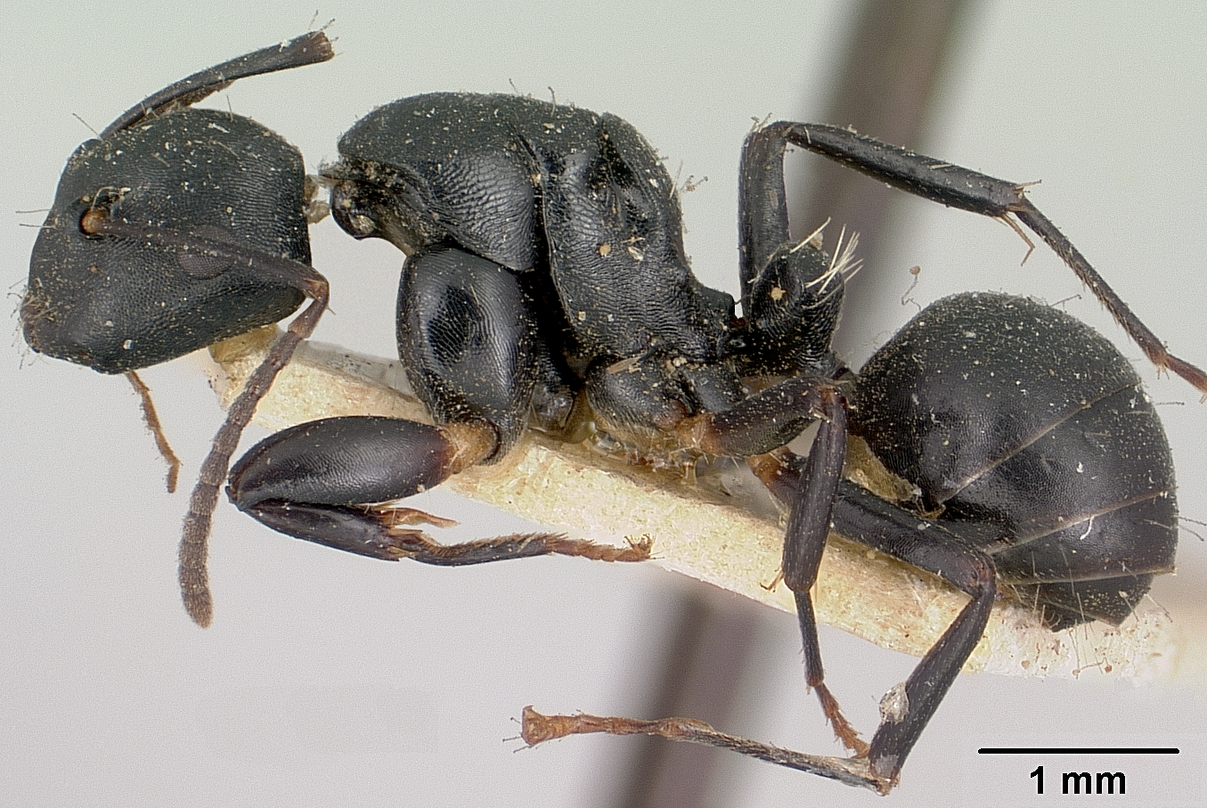
Муравей Camponotus echinoploides

Mayria (лат.) — подрод муравьёв подсемейства формицины в составе рода Camponotus (Formicinae, Camponotini). Мадагаскар.

## Описание
Представители Mayria различаются по сочетанию следующих признаков: на наличнике отсутствует срединный киль, его переднелатеральный угол закруглен; передний край переднеспинки сильно выпуклый при виде сбоку, образует округлый фланец и вытянут латерально, образуя тупой плечевой угол; при виде сбоку пронотальный диск прямоугольный с четкими боковыми краями; дорсум проподеума никогда не бывает вогнутым. Отстоящие щетинки состоят из ремневидных волосков, по крайней мере утолщенных в базальной части. Усики длинные, у самок и рабочих 12-члениковые. Жвалы рабочих с 6 зубцами. Нижнечелюстные щупики 6-члениковые, нижнегубные щупики состоят из 4 сегментов. Голени средних и задних ног с одной апикальной шпорой. Стебелёк между грудкой и брюшком состоит из одного сегмента (петиоль). Рабочие полиморфные.

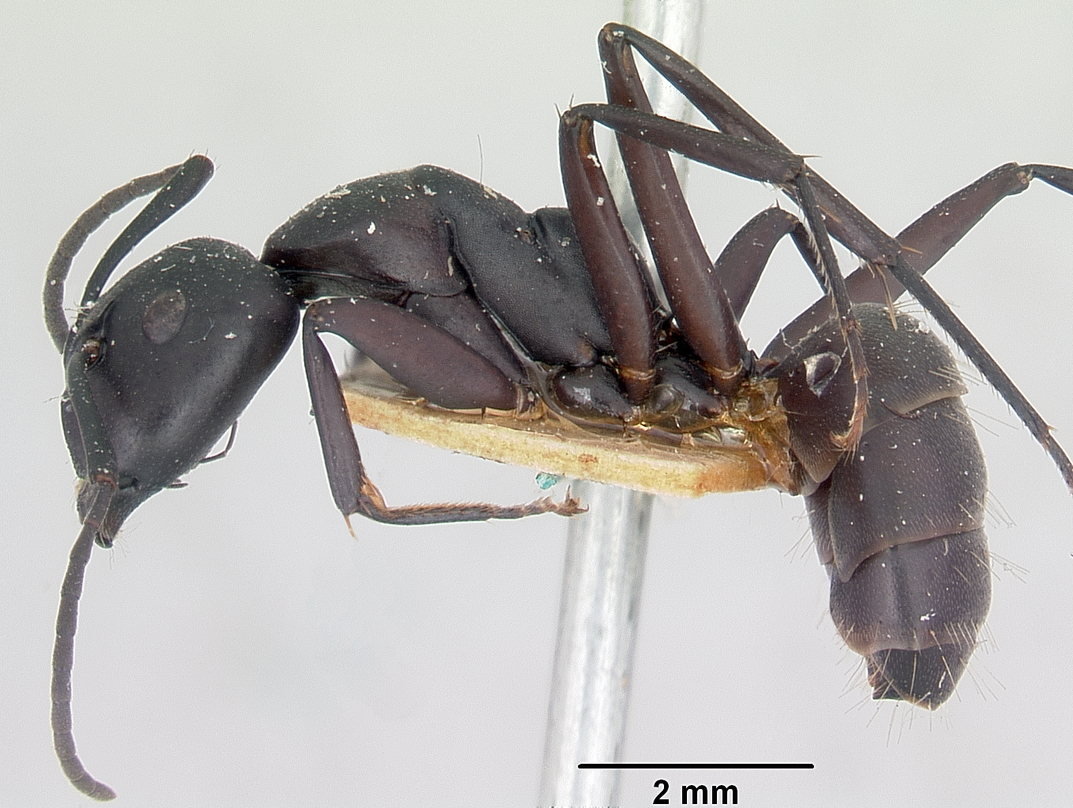
Camponotus ethicus
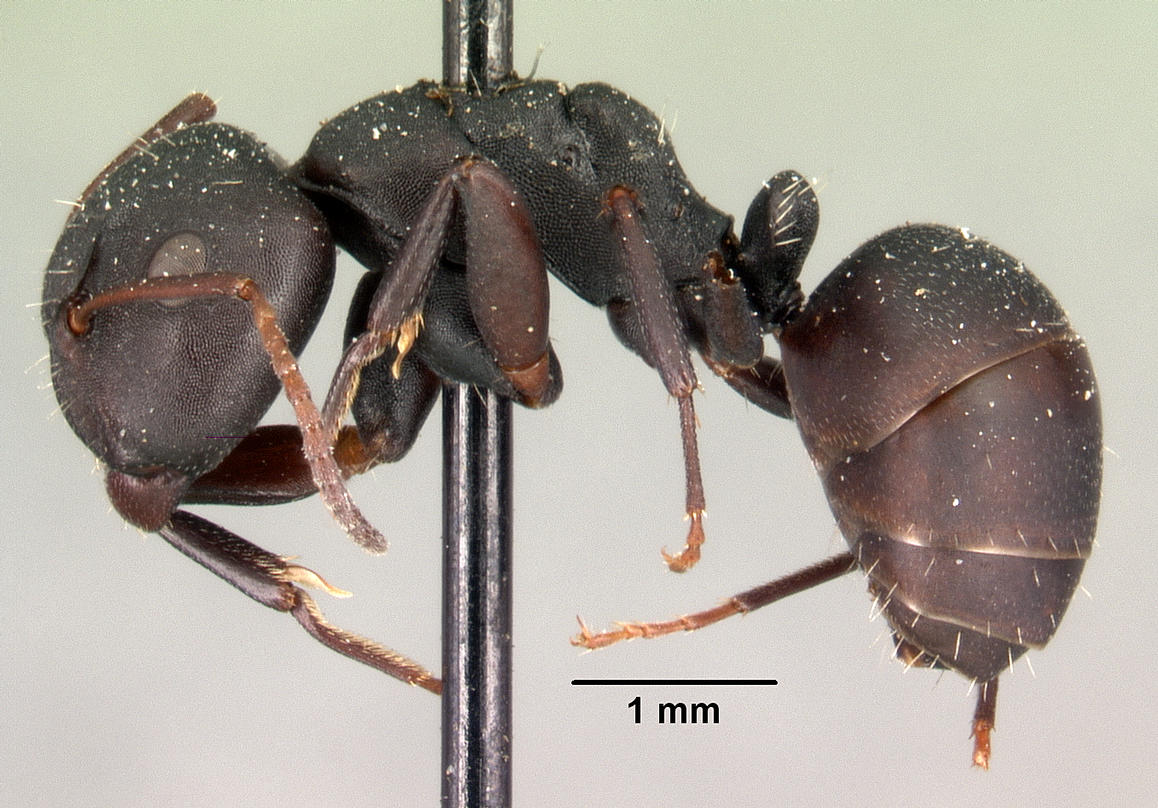
Camponotus edmondi

## Распространение
Представители подрода Mayria встречаются на Мадагаскаре, где он занимает широкий спектр местообитаний, от лиственных и сухих лесов до тропических лесов.

## Систематика
Известно около 40 видов, разделённых на несколько видовых групп: alamaina, antsaraingy, darwinii, edmondi, efitra, ellioti, madagascarensis, repens и robustus. Mayria включает таксон Myrmepinotus и ранее также и Myrmosaga.
Впервые таксон Mayria был выделен в 1878 году швейцарским мирмекологом Огюстом Форелем. Предположительно назван в честь крупного австрийского мирмеколога Густава Майра (Gustav Mayr; 1830—1908), упомянутого по другому поводу в предисловии оригинальной статьи, но без указания эпонимии). Некоторые авторы (Dalle Torre, 1893; Asheamed, 1905) рассматривали Mayria как отдельный род, а другие (Emery, 1925 и позднее) как подрод в составе крупного рода Camponotus. Итальянский энтомолог Карл Эмери (1925) синонимизировал Myrmosaga под Mayria на основании сходства формы наличника, числа мандибулярных зубцов, формы мезосомы и петиоля. Оно также было основано на недостаточном количестве образцов и сравнительных исследованиях различных видов, принадлежащих к этим двум подродам. В 2022 году Ракотонирина и Фишер (2022) выявили множество признаков, позволяющих отличить Myrmosaga от Mayria и восстановили Myrmosaga из этой синонимии. Наблюдения за образцами, собранными в ходе обширной инвентаризации муравьиной фауны в Малагасийском регионе, выявили две отдельные группы. Одна группа включает виды Myrmosaga, а другая — виды, которые остаются в группе Mayria. Эта группировка также подтверждается молекулярным анализом с использованием филогенетических данных.

#### Виды группыCamponotus alamaina
Мадагаскар. С 2022 в Mayria.
- Camponotus alamaina Rakotonirina, Csősz & Fisher, 2016[8]
- Camponotus androy Rakotonirina, Csősz & Fisher, 2016
- Camponotus bevohitra Rakotonirina, Csősz & Fisher, 2016

#### Виды группыCamponotus antsaraingy
Мадагаскар. С 2022 в Mayria.
- Camponotus antsaraingy Rasoamanana et Fisher, 2022

#### Виды группыCamponotus darwinii
Мадагаскар. С 2022 в Mayria.
- Camponotus darwinii Forel, 1886
- Camponotus norvigi Rasoamanana et Fisher, 2022
- Camponotus nossibeensis André, 1887
- Camponotus radovae Forel, 1886
- Camponotus themistocles Forel, 1910
- Camponotus ursus Forel, 1886

#### Виды группыCamponotus edmondi
Мадагаскар. С 2022 в Mayria
- Camponotus echinoploides Forel, 1891
- Camponotus edmondi André, 1887
- Camponotus galoko Rakotonirina, Csősz & Fisher, 2016
- Camponotus matsilo Rakotonirina, Csősz & Fisher, 2016
- Camponotus mifaka Rakotonirina, Csősz & Fisher, 2016
- Camponotus orombe Rakotonirina, Csősz & Fisher, 2016
- Camponotus tafo Rakotonirina, Csősz & Fisher, 2016
- Camponotus tratra Rakotonirina, Csősz & Fisher, 2016
- Camponotus varatra Rakotonirina, Csősz & Fisher, 2016
- Camponotus zavo Rakotonirina, Csősz & Fisher, 2016

#### Виды группыCamponotus efitra
Мадагаскар. С 2022 в Mayria
- Camponotus chrislaini Rasoamanana et Fisher, 2022
- Camponotus efitra Rakotonirina, Csősz & Fisher, 2017

#### Виды группыCamponotus ellioti
Мадагаскар. С 2022 в Mayria
- Camponotus andrianjaka Rasoamanana et Fisher, 2022
- Camponotus ellioti Forel, 1891
- Camponotus maintikibo Rakotonirina, Csősz & Fisher, 2017
- Camponotus maintilany Rasoamanana et Fisher, 2022

#### Виды группыCamponotus madagascarensis
Мадагаскар. С 2022 в Mayria. Ранее именовалась C. niveosetosus, но южноафриканский вид Camponotus niveosetosus (экс-Myrmotrema) был выведен из неё.
- Camponotus descarpentriesi  Santschi, 1926
- Camponotus ivadia Rasoamanana et Fisher, 2022
- Camponotus madagascarensis Forel, 1886
- Camponotus mita Rakotonirina, Csősz & Fisher, 2017
- Camponotus voeltzkowii Forel, 1894

#### Виды группыCamponotus repens
Мадагаскар. С 2022 в Mayria.
- Camponotus jjacquia Rasoamanana et Fisher, 2022
- Camponotus claveri Rasoamanana et Fisher, 2022
- Camponotus repens Forel, 1897
- Camponotus ihazofotsy Rasoamanana et Fisher, 2022
- Camponotus tsimelahy Rasoamanana et Fisher, 2022

#### Виды группыCamponotus robustus
Мадагаскар. С 2022 в Mayria.
- Camponotus ethicus Forel, 1897
- Camponotus robustus Roger, 1863
- Camponotus zoro Rasoamanana et Fisher, 2022[3]